# Cyclosa confusa
Cyclosa confusa Bösenberg & Strand, 1906 è un ragno appartenente alla famiglia Araneidae.

## Etimologia
Il nome proprio della specie deriva dall'aggettivo latino confusus, -a, -um, che significa non chiaro, confuso, confondibile, ad indicare che questa specie può essere confusa con C. insulana, C. albisternis, C. dives, C. japonica e C. norihisai, a meno di un attento esame

## Caratteristiche
Gli esemplari femminili raccolti sono di dimensioni: cefalotorace lungo 1,73-2,28mm, largo 1,38-1,95mm; opistosoma lungo 2,97-5,40mm, largo 1,77-3,07mm.

## Distribuzione
La specie è stata reperita in Corea, Cina, Giappone e Taiwan: le principali località giapponesi sono: isola di Miyake; Hagi nella prefettura di Yamaguchi; Okinoshima, nella prefettura di Fukuoka.

## Tassonomia
Al 2013 non sono note sottospecie e dal 2012 non sono stati esaminati nuovi esemplari.